# Corc de l'olivera
El corc de l'olivera (Phloeotribus scarabaeoides) és una espècie de coleòpter polífag de la subfamília escolitins o barrinadors de les escorces. És un petit insecte, que pot ser nociu, per les galeries que escava entre l'escorça i la fusta.

## Ecologia
L'adult és un coleòpter petit i arrodonit de 2 a 2,5 mil·límetres, caracteritzat per les antenes en forma de trident. L'adult hiverna en les galeries rosegades a les branques. A inicis de primavera abandona l'arbre fortament atret per substàncies que es desprenen de rames mortes de les restes de poda i dels arbres debilitats. Les larves són àpodes amb fortes mandíbules. Nounades excaven les galeries pràcticament perpendiculars a la galeria de posta i paral·leles entre elles. Al juliol els adults surten per a colonitzar els arbres.
Té uns enemics naturals paràsits: Dendrosoter protuberans que utilitza els corcs per a fer la posta, Cheiropachus quadrum i Raphitelus maculatus també se'n alimenten, i depredadors com Chrysoperla carnea i Stethorus pusillus, però no són suficients per a controlar la plaga.

## Plaga i tractament
En corcar les seves galeries sota l'escorça, els adults i les larves afebleixen l'arbre i en redueixen la productivitat. Fins i tot les branques per manca de saba poden morir al cas d'infecció greu.
La prevenció en cremar o triturar ràpidament les restes de la poda de manera a interrompre el cicle biològic és el millor tractament. A més dels tractaments fitosanitaris específics, es pot combatre deixar una part de les restes de poda perquè hi puguin fer la posta i abans que surtin els nous adults, aquestes restes de poda esquer s'han de cremar. També s'han utilitzat trampes a base d'etilè en combinació amb el tractament químic tradicional.